# Лін Чаопан
Лін Чаопан (кит.: 林超攀; нар. 27 серпня, 1995 року) — китайський гімнаст, дворазовий бронзовий призер Олімпійських ігор 2016 року та 2020, триразовий чемпіон світу.

## Спортивна кар'єра
До секції спортивної гімнастики його відібрав Ші Бопінг у п'ятирічному віці через фізичні кондиції.
У національній збірній Китаю від 2008 року.

## Результати на турнірах
| Рік  | Змагання                         | КБ | ІБ | Вільні вправи | Кінь | Кільця | Опорний стрибок | Паралельні бруси | Перекладина |
| ---- | -------------------------------- | -- | -- | ------------- | ---- | ------ | --------------- | ---------------- | ----------- |
| 2013 | Чемпіонат світу                  |    | 9  |               |      |        |                 | 1                | 8           |
| 2014 | Чемпіонат світу                  | 1  |    |               |      |        |                 |                  |             |
| 2015 | Чемпіонат світу                  | 3  |    |               |      |        |                 |                  |             |
| 2016 | Олімпійські ігри                 | 3  | 5  |               |      |        |                 |                  |             |
| 2017 | Чемпіонат Азії                   | 1  | 2  | 1             |      |        |                 | 5                | 1           |
| 2017 | Чемпіонат світу                  |    | 2  |               |      |        |                 | 5                |             |
| 2018 | Азійські ігри                    | 1  | 1  | 3             |      |        |                 |                  |             |
| 2018 | Чемпіонат світу                  | 1  |    |               |      |        |                 | 5                |             |
| 2019 | Кубок виклику в Чжаоціні         |    |    |               |      |        |                 |                  | 2           |
| 2019 | Чемпіонат світу                  | 2  |    | 5             |      |        |                 |                  | 6           |
| 2020 | Чемпіонат Китаю                  |    | 4  |               | 5    |        |                 | 2                |             |
| 2021 | Чемпіонат Китаю                  | 17 | 3  | 8             |      |        |                 | 3                | 2           |
| 2021 | Олімпійське випробовування Китаю |    | 4  |               |      |        |                 |                  |             |
| 2021 | Олімпійські ігри                 | 3  |    |               |      |        |                 |                  |             |
| 2023 | Чемпіонат світу                  | 2  |    |               |      |        |                 |                  |             |

## Виступи на Олімпіадах
| Олімпіада | Дисципліна         | Місце |
| --------- | ------------------ | ----- |
| Ріо 2016  | командна першість  | 3     |
| Ріо 2016  | абсолютна першість | 5     |